# Gymnocharacinus bergii
La mojarra desnuda, o mojarra bronceada (Gymnocharacinus bergii) es una especie de peces en la familia Characidae en el orden de los Characiformes, es la única especie del género Gymnocharacinus. El rasgo característico de este pez es la reabsorción de las escamas en la adultez.
Es endémica de las nacientes termales del arroyo Valcheta, localizado al pie de la Meseta de Somuncurá, al sureste de la provincia de Río Negro en el norte de la Patagonia argentina. Se encuentra seriamente amenazada de extinción por causa de los salmónidos introducidos (Oncorhynchus mykiss y Salvelinus fontinalis) a su hábitat natural en 1941, así como también a causa de las actividades humanas, en especial los canales de drenaje y la ganadería.
Es considerada una especie «En Peligro», incluida en 1988 en el Libro Rojo de la Unión Internacional para la Conservación de la Naturaleza (UICN).

## Características
Fue descrita a principios del siglo XX el ictiólogo Fritz Steindachner, quien le asigna el nombre de mojarra desnuda porque los ejemplares estudiados (adultos) no poseían escamas. 
Una de sus particularidades, es que los ejemplares juveniles llegan hasta los 42 mm de longitud del cuerpo. Los adultos no superan los 8 cm. 
Posee cuerpo alargado, algo comprimido en los costados. Tiene el aspecto de un pez neón grande pero sin colores brillantes. La boca pasa de subventral en el estado larval a boca terminal en el estado adulto, lo que se asocia al cambio de dieta durante el desarrollo. Las formas juveniles presentan escamas,que son reabsorbidas durante la adultez. Tiene una coloración que va de pardo cobrizo a canela claro o marrón pardo claro, siendo el vientre cremoso.

## Hábitat
Su hábitat está restringido sólo a las nacientes del arroyo Valcheta en el centro de la meseta de Somuncurá, en la provincia argentina de Río Negro. Fuera de este lugar su supervivencia es imposible, ya que no soporta el cautiverio, ni las aguas con una composición distinta a las de su hábitat natural.
Los parámetros fisicoquímicos en una surgente termal, en las proximidades del paraje Chipauquil, a finales de la primavera son, aguas cálidas (20 °C), levemente alcalinas, baja conductividad eléctrica y oxígeno disuelto cercano a la saturación. 
Actualmente su población total solo se compone de apenas mil ejemplares, dado que diversos factores naturales y artificiales atentan contra la preservación de la especie.

## Monumento natural
Mediante la ley n.° 2783, sancionada el 2 de junio de 1994, promulgada el 21 de junio de 1994 por decreto n.° 1011/1994 publicado en el Boletín Oficial del 27 de junio de 1994, pág. 1, y entrada en vigencia el 5 de julio de 1994, se declaró monumento natural a la mojarra desnuda en el territorio de la provincia de Río Negro en Argentina.